# Euagathis toxopeusi
Euagathis toxopeusi är en stekelart som beskrevs av Van Achterberg 2004. Euagathis toxopeusi ingår i släktet Euagathis och familjen bracksteklar. Inga underarter finns listade i Catalogue of Life.